# Institut für Klassische Philologie, Mittel- und Neulatein der Universität Wien
Das Institut für Klassische Philologie, Mittel- und Neulatein der Universität Wien betreut in Forschung und Lehre Sprache und Literatur der griechischen und römischen Antike einschließlich der Spätantike sowie die mittel- und neulateinische Sprache und Literatur. Es befindet sich im Hauptgebäude, Universitätsring 1.
Die lateinische Literatur der nachantiken Epochen reicht bis nahe an die Gegenwart heran, sie geht quantitativ über jene der Antike um ein Vielfaches hinaus und betrifft sämtliche Wissenschaften und Künste in ihrem historischen Aspekt. Das ergibt einen Zeitraum von ungefähr 2700 Jahren.

## Schwerpunkte
Im Zentrum der wissenschaftlichen Analyse steht die Textinterpretation, die profunde, zur kritischen Beurteilung der Überlieferung befähigende Sprachkenntnisse erfordert. Analysiert und interpretiert werden vornehmlich die Werke der europäischen Antike, die auf alle Bereiche der Weltkultur maßgeblich eingewirkt haben und noch immer einwirken. Demgemäß stellen Wirkungsgeschichte sowie inter- und transdisziplinäre Fragestellungen einen weiteren Schwerpunkt der Institutsarbeit dar. Dies betrifft sowohl die Forschung als auch die Lehre auf allen Ebenen, d. h. Bachelor-, Master-, Lehramts- und Doktoratsstudium. Das Prinzip der forschungsgeleiteten Lehre ist in all diesen Studien prägend. Die Auseinandersetzung mit der Antike versteht sich als Beitrag zur Erfassung einer wichtigen Konstante europäischer Kultur und Zivilisation. Dieses Konzept ist seinem Wesen nach übernational und respektvoll gegenüber anderen Kulturen, d. h. „humanistisch“ im ethischen Sinn des Wortes.

## Geschichte
Das heutige Institut wurde 1849 als „Philologisches Seminar“ gegründet und 1850 zum „Philologisch-Historischen Seminar“ erweitert. Das Wiener Seminar ist das älteste in Österreich: In Innsbruck und Graz wurden vergleichbare Einrichtungen erst 1860 bzw. 1864 geschaffen.
Als erster Professor wurde noch im Gründungsjahr Hermann Bonitz (1814–1888) berufen, der bis 1867 – nach der Schlacht bei Königgrätz ging er zurück nach Deutschland – in Wien lehrte und gemeinsam mit Franz Serafin Exner (1802–1853) die Gymnasialreform durchführte. Zur „Gründergeneration“ gehörten außerdem der früh verstorbene Karl Josef Grysar (1801–1856) und Johannes Vahlen (1830–1911). Er war es auch, der das bis heute fortgeführte Wiener Kirchenvätercorpus (CSEL = Corpus Scriptorum Ecclesiasticorum Latinorum) begründete.
Die nächste Generation setzte die Arbeit an dem Großprojekt fort. Allen voran ist Wilhelm Ritter von Hartel (1839–1907) zu nennen, der – neben Karlheinz Töchterle, dem ehemaligen Bundesminister für Wissenschaft und Forschung – einzige österreichische klassische Philologe, der Rektor und Minister war.
Neben ihm wirkten Theodor Gomperz (1832–1912) und Karl Schenkl (1827–1900), der vor seiner Berufung nach Innsbruck Hartels Gymnasiallehrer in Prag gewesen war. Der am längsten amtierende Professor des Instituts war Emanuel Hoffmann (1825–1900). Gomperz und Schenkl gaben 1879 erstmals die Wiener Studien heraus, eine bis heute florierende und angesehene Fachzeitschrift, die – analog zur erweiterten Institutsbezeichnung – seit 1996 den Untertitel „Zeitschrift für Klassische Philologie, Patristik und lateinische Tradition“ trägt.
Zwischen Hartel und seinem Schüler Edmund Hauler (1859–1941) lehrte für wenige Jahre (1896–1900) der hochangesehene, aber vor der ministeriellen Bürokratie letztlich kapitulierende Friedrich Marx (1859–1941). Haulers Nachfolger wurde der talentierte, aber früh verstorbene Alfred Kappelmacher (1876–1932), dessen fesselnder Vortragsstil die Hörerzahlen enorm ansteigen ließ und nicht zuletzt Rudolf Hanslik und Walther Kraus (1902–1997), die gemeinsam mit Albin Lesky die „Trias“ der 1950er- und 1960er-Jahre bildeten, wesentlich prägte. Eine markante Persönlichkeit war Karl Mras (1877–1962), der von 1933–1938 und 1945–1953 in Wien lehrte; er hatte u. a. bei Hans von Arnim (1859–1931), einem Wilamowitz-Schüler, studiert. Ludwig Radermacher (1867–1952), seit 1909 Ordinarius in Wien und von 1918–1933 auch (General)Sekretär der Österreichischen Akademie der Wissenschaften (ÖAW), wurde seinen Verdiensten zum Trotz 1936 von der Regierung des Ständestaats vor seiner Emeritierung pensioniert. Somit verblieben bis zum „Anschluss“ Österreichs am Seminar Karl Mras und Johannes Mewaldt (1880–1964), von Arnims Nachfolger. Mewaldt wurde, weil Parteimitglied, in seiner Position belassen. Mras, der erklärte Nazi-Gegner, wurde umgehend seines Amtes enthoben und durch Richard Meister (1881–1964) ersetzt, der den neuen Machthabern als Pädagoge zu riskant, als Klassischer Philologe hingegen durchaus tragbar erschien.
Der wissenschaftliche Nachwuchs musste teils an die Front, teils emigrieren. Dieses Schicksal traf u. a. Gertrud Herzog-Hauser, die den Krieg größtenteils in den Niederlanden überstand, 1947 nach Wien zurückkehrte, aber schon nach wenigen Jahren verstarb. Walther Kraus (1902–1997) traf es ähnlich hart: Bereits in statu habilitandi wurde ihm aus „rassischen“ Gründen der Zutritt zum Institut verwehrt und die Mitgliedschaft im Eranos Vindobonensis, dem 1876 gegründeten und dem Institut bis heute assoziierten altertumswissenschaftlichen Verein, der einen „Arierparagraphen“ in seine Statuten aufgenommen hatte, aberkannt. Erst 1945 konnte das Habilitationsverfahren abgeschlossen werden. 
1949 kam nach dem Tod Hans Oellachers (1889–1949), dem die Naziherrschaft neben dem Beruf auch die Gesundheit genommen hatte, Albin Lesky (1896–1981) von Innsbruck nach Wien. 1965 hielt der gerne als Rhetoriker glänzende und gerade deswegen auch von vielen fachfremden Hörern besuchte Gräzist anstelle des amtierenden Rektors Karl Fellinger bei der 600-Jahr-Feier der Alma Mater Rudolphina die Festrede in der Wiener Stadthalle.
Die entscheidende Weichenstellung in die Zukunft des (seit 1956 so benannten) „Instituts für Klassische Philologie“ gelang dem langjährigen Leiter der Lehramtsprüfungskommission und Obmann der Kirchenväterkommission (KVK) an der Österreichischen Akademie der Wissenschaften, Rudolf Hanslik (1907–1982), indem er die latinistische Forschung und Lehre von der Antike bis ins Mittelalter und in die Neuzeit öffnete; knapp vor seiner Emeritierung (1977) ließ er seine venia legendi als Signal an seine Nachfolger erweitern. Es ist sein Verdienst, dass das Institut heute „Institut für Klassische Philologie, Mittel- und Neulatein“ heißt.

## Derzeit aktive Professoren und Professorinnen
- Bernardo Ballesteros Petrella (ass. Prof. Gräzistik)
- Stefan Büttner (Gräzistik)
- Andreas Heil (Latinistik)
- Elisabeth Klecker (Latinistik)
- Katja Weidner (ass. Prof. Spätantike und Mittellatein)
- Hartmut Wulfram (Lateinische Philologie der Antike und der Neuzeit)

## Professoren und Professorinnen sowie habilitiertes Personal im Ruhestand
- Herbert Bannert (Gräzistik)
- Johannes Divjak
- Georg Danek (Gräzistik)
- Franz Römer (Latinistik; Nachklassik und Neolatinistik)
- Christine Ratkowitsch (Latinistik; Spätantike und Mittellatein)
- Danuta Shanzer (Latinistik; Spätantike und Mittellatein)
- Kurt Smolak (Latinistik; Spätantike und Mittellatein)
- Walter Stockert (Gräzistik und Latinistik)
- Erich Woytek (Latinistik)
- Klaus Zelzer (Latinistik; Spätantike und Textgeschichte)

Für eine vollständige Liste s. Liste der Klassischen Philologen an der Universität Wien